# Parc de Bagatelle
Parc de Bagatelle är en park och botanisk trädgård, belägen i Bois de Boulogne i Paris sextonde arrondissement. Parc de Bagatelle är en av Paris fyra botaniska trädgårdar. De övriga tre är Jardin des serres d'Auteuil, Parc floral de Paris och Arboretum de l'école Du Breuil.
Parken grundades av greven av Artois 1775. Den ritades av arkitekten François-Joseph Bélanger och anlades av arkitekten Thomas Blaikie i anglo-kinesisk stil.
Den botaniska trädgården har särskilt uppmärksammats för sina omkring 1 200 rossorter.

## Bilder

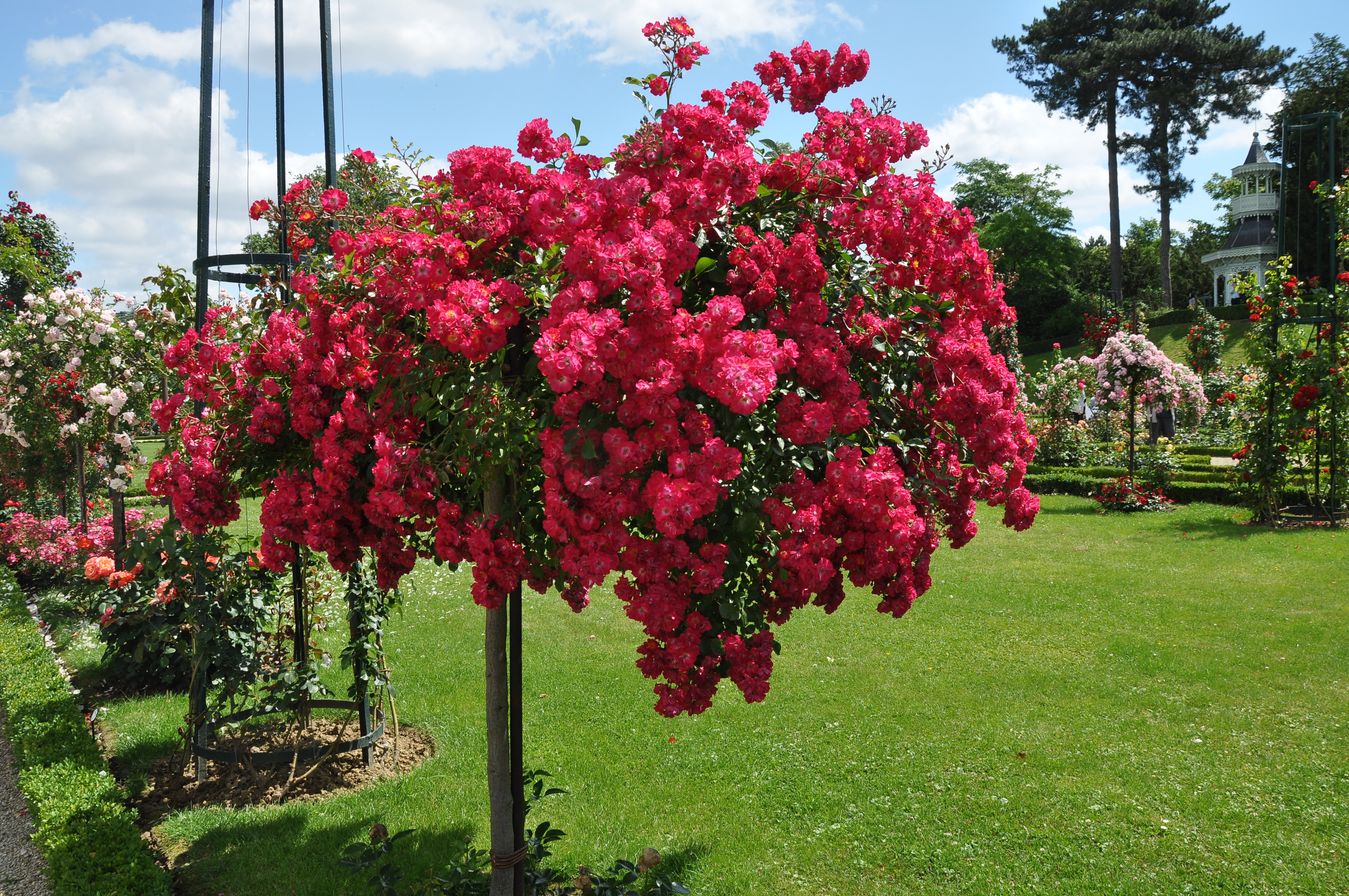
Rosor av sorten Pollux.
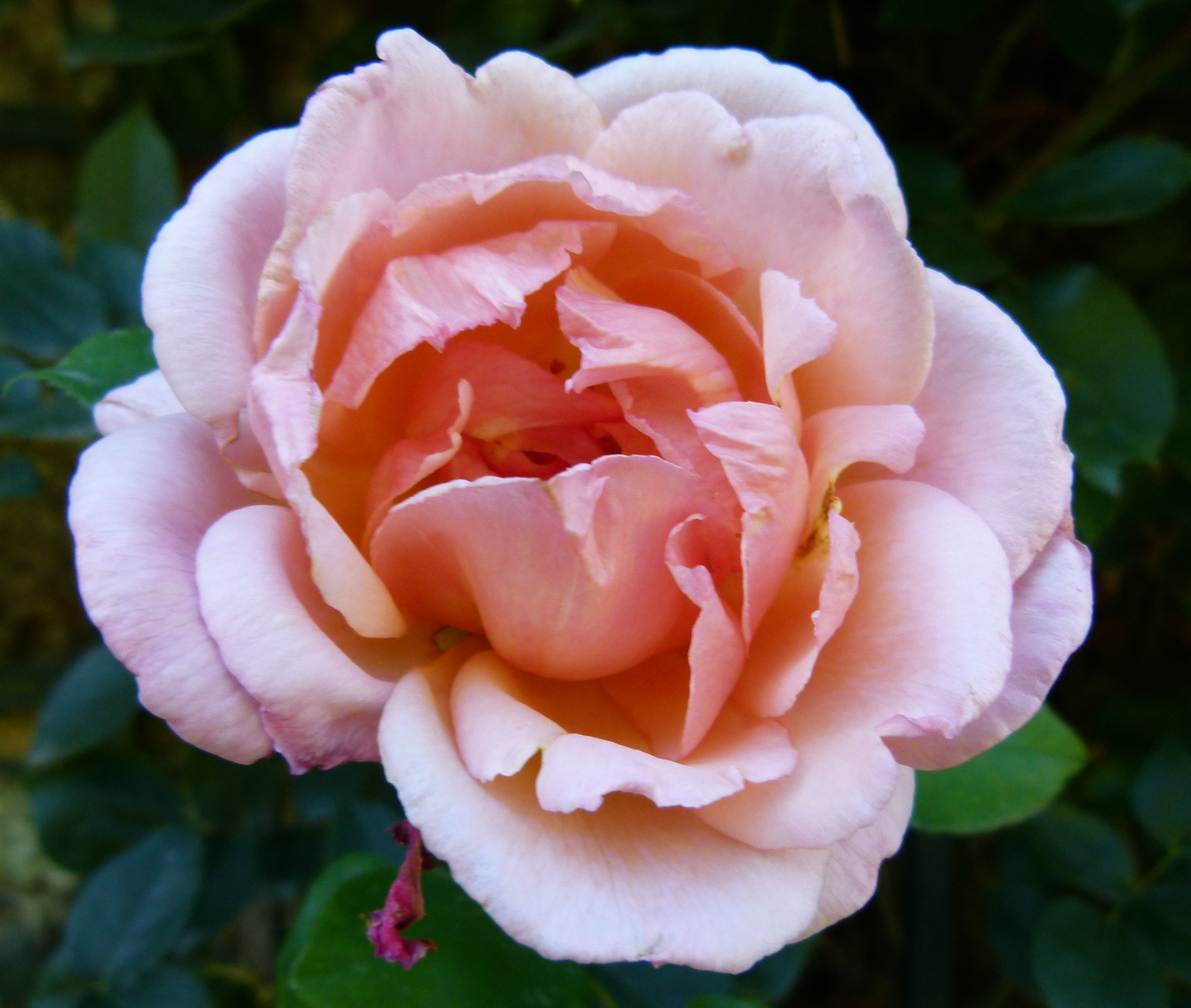
Ros av sorten Belle de Londres.